# Clarissa Eden
Anne Clarissa Eden, contessa di Avon, nata Spencer-Churchill (Londra, 28 giugno 1920 – Londra, 15 novembre 2021), è stata la moglie di Anthony Eden, primo ministro britannico dal 1955 al 1957.

## Biografia
Clarissa era figlia di John Strange Spencer-Churchill (1880-1947), fratello minore dell'ex primo ministro Winston Churchill, e della di lui moglie, Gwendoline Bertie (1885-1941). Sposò Anthony Eden il 14 agosto 1952. Nel 1954, a seguito della nomina del marito a cavaliere della Giarrettiera, divenne Lady Eden, mentre nel 1961 ricevette il titolo di contessa di Avon. Nel 2007 pubblicò un libro di memorie, intitolato From Churchill to Eden.
Dalla morte di Mary Wilson, baronessa Wilson di Rievaulx, avvenuta il 6 giugno 2018, Clarissa Eden era la più anziana consorte di un primo ministro britannico ancora in vita. Compì 100 anni il 28 giugno 2020, divenendo la seconda moglie di un primo ministro britannico a raggiungere il secolo di vita, dopo la baronessa Wilson.
È morta il 15 novembre 2021 all'età di 101 anni.

### "Il Canale di Suez scorre nel mio salotto"
All'indomani dell'umiliante crisi di Suez nel 1956, l'osservazione pubblica più famosa di Lady Avon a un gruppo di donne conservatrici che "nelle ultime settimane mi sono davvero sentita come se il Canale di Suez stesse scorrendo attraverso il mio salotto", è stata ampiamente riportata. Lady Avon in seguito descrisse questa osservazione come "sciocca, davvero idiota", anche se rimane probabilmente l'espressione più citata dell'intera crisi. Un esempio della sua durata è stata l'osservazione di un giornalista circa 54 anni dopo, con riferimento alla guerra in Iraq del 2003, che "se, come ha osservato Clarissa Eden, il Canale di Suez ha attraversato il suo salotto, l'Iraq e le decisioni che ne sono scaturite continuano a perseguitare il Partito Laburista e suscitare antipatie e disagi".   Un altro caso è stato nel 2013 quando sono state discusse le opzioni per l'espansione dell'aeroporto intorno a Londra: il quotidiano Times ha citato le parole di Lady Avon nel 2011 in relazione a una richiesta del segretario di gabinetto uscente Sir Gus O'Donnell per i coniugi del primo ministro di ricevere un maggiore sostegno da fondi pubblici: "In una monarchia costituzionale, la consorte del primo ministro non è un ruolo ufficiale... Eppure, come la contessa di Avon ha sottolineato così vividamente, può essere impossibile tenere a bada del tutto il controllo pubblico". Secondo Lady Avon, sia lei che suo marito "erano piuttosto ingenui su come funziona la stampa. Nessuno di noi avrebbe dovuto esserlo, ma lo eravamo"."

### Influenza politica
Durante questo periodo ci furono alcuni che pensarono di aver rilevato un'indebita influenza di Lady Avon su suo marito. Ad esempio, Lady Jebb, moglie dell'ambasciatore britannico a Parigi, alludeva nel suo diario a Lady Macbeth di Shakespeare e si riferiva alla "guerra di Clarissa".  (Va tenuto presente, tuttavia, che suo marito, Sir Gladwyn, una "figura di una certa grandezza, se non hauteur", era furioso per la sua esclusione da un vertice anglo-francese a Parigi due settimane prima dell'invasione di Suez.) Nel dicembre 1956 Walter Monckton, membro del governo di Eden che si oppose all'invasione di Suez, apparentemente disse a un membro laburista del Parlamento, Anthony Wedgwood Benn, che Lady Avon era una forza potente in politica, con una grande influenza su suo marito e che "ora sa che lui [Monckton] si opponeva ad Anthony non avrà nulla a che fare con lui". Monckton affermò, tra le altre cose, che, durante uno sciopero ferroviario nel 1955, Eden, all'epoca Primo Ministro, aveva, su sollecitazione di sua moglie, assunto una posizione pubblica più dura nei confronti dei ferrovieri rispetto a quella consigliata da Monckton, come Ministro del Lavoro, e alti funzionari pubblici  (anche se ci sono prove che Churchill aveva anche sostenuto privatamente a Eden la necessità di una linea forte).
Nella corrispondenza privata subito dopo Suez, lo storico di Oxford Hugh Trevor-Roper derise l'osservazione di Lady Avon sul Canale di Suez che scorreva attraverso il suo salotto e dichiarò non solo che Eden, "vano e sciocco", era "interamente gestito" da lei, ma che lei stessa avrebbe ascoltato solo Cecil Beaton, che descrisse (con riferimento allo Svengali dell'ultima zarina russa Alexandra) come il suo "Rasputin".

### Il libro di memorie
Gli scorci della vita di Clarissa Spencer-Churchill come donna single, ad esempio, nei diari e in altre reminiscenze, sono piuttosto ampi. Sebbene avesse indicato all'ex membro laburista del Parlamento Woodrow Wyatt che nessuna sua memoria sarebbe apparsa fino a dopo la sua morte,  un volume, curato da Cate Haste, è stato comunque pubblicato da Weidenfeld & Nicolson nel 2007 mentre Phoenix ha pubblicato un'edizione tascabile nel 2008. Nel 2004 Haste aveva collaborato con Cherie Booth, moglie dell'allora primo ministro Tony Blair, per produrre un capitolo biografico su Lady Avon come parte di uno studio più ampio sui coniugi deli primi ministri. 
Una fotografia pubblicata nelle memorie, raffigurante una giovane e pensierosa Clarissa Spencer-Churchill, sigaretta in mano, trasmetteva un'immagine seducente e leggermente bohémien. Il libro fu generalmente ben accolto dalla critica e generò persino una "parodia" coinvolgente nella rivista satirica Private Eye ("Nei primi anni 1950 sposai Anthony Eden, un politico di altezza superiore alla media, con baffi prominenti..."). Lo storico Andrew Roberts la descrisse come "l'ultima grande autobiografia britannica dell'era prebellica e bellica", mentre il critico d'arte John McEwen osservò la sua "arguta ed elegante moderazione".

## Cultura popolare
Lady Avon è stata interpretata da Jennifer Daniel nel dramma di Ian Curteis del 1979 per la televisione della BBC, Suez 1956. Nel 2012 è stata interpretata da Abigail Cruttenden nella commedia di Hugh Whitemore sulla crisi di Suez, A Marvellous Year for Plums, che ha aperto al Chichester Festival Theatre. Nel primo episodio della BBC The Hour, anch'essa ambientata nel 1956, un produttore televisivo Bel Rowley (Romola Garai) fu complimentato da uno degli addetti stampa di Eden per il servizio su "Lady Eden a casa". Nella serie drammatica di Netflix, The Crown, è stata interpretata da Anna Madeley.

## Ascendenza
|                                       |                                      |                                     | Genitori                                     |  |  | Nonni |  |  | Bisnonni                                        |  |  | Trisnonni                                        |  |
|                                       |                                      |                                     |                                              |  |  |       |  |  | John Spencer-Churchill, VII duca di Marlborough |  |  | George Spencer-Churchill, VI duca di Marlborough |  |
|                                       |                                      |                                     |                                              |  |  |       |  |  | John Spencer-Churchill, VII duca di Marlborough |  |  | George Spencer-Churchill, VI duca di Marlborough |  |
|                                       |                                      | Jane Stewart                        |                                              |  |  |       |  |  | John Spencer-Churchill, VII duca di Marlborough |  |  |                                                  |  |
| Randolph Henry Churchill              |                                      |                                     |                                              |  |  |       |  |  | John Spencer-Churchill, VII duca di Marlborough |  |  |                                                  |  |
|                                       |                                      | Frances Anne Vane-Stewart           | Charles Stewart, III marchese di Londonderry |  |  |       |  |  |                                                 |  |  |                                                  |  |
|                                       |                                      | Frances Anne Vane-Stewart           | Charles Stewart, III marchese di Londonderry |  |  |       |  |  |                                                 |  |  |                                                  |  |
|                                       |                                      | Frances Anne Vane-Stewart           | Frances Vane-Tempest                         |  |  |       |  |  |                                                 |  |  |                                                  |  |
| Jack Churchill                        |                                      | Frances Anne Vane-Stewart           |                                              |  |  |       |  |  |                                                 |  |  |                                                  |  |
|                                       |                                      | Leonard Jerome                      | Isaac Jerome                                 |  |  |       |  |  |                                                 |  |  |                                                  |  |
|                                       |                                      | Leonard Jerome                      | Isaac Jerome                                 |  |  |       |  |  |                                                 |  |  |                                                  |  |
|                                       |                                      | Leonard Jerome                      | Aurora Murray                                |  |  |       |  |  |                                                 |  |  |                                                  |  |
| Jennie Jerome                         |                                      | Leonard Jerome                      |                                              |  |  |       |  |  |                                                 |  |  |                                                  |  |
|                                       |                                      | Clarissa Hall                       | Ambrose Hall                                 |  |  |       |  |  |                                                 |  |  |                                                  |  |
|                                       |                                      | Clarissa Hall                       | Ambrose Hall                                 |  |  |       |  |  |                                                 |  |  |                                                  |  |
|                                       |                                      | Clarissa Hall                       | Clarissa Wilcox                              |  |  |       |  |  |                                                 |  |  |                                                  |  |
| Clarissa Churchill                    |                                      | Clarissa Hall                       |                                              |  |  |       |  |  |                                                 |  |  |                                                  |  |
|                                       | Montagu Bertie, VI conte di Abingdon | Montagu Bertie, V conte di Abingdon |                                              |  |  |       |  |  |                                                 |  |  |                                                  |  |
|                                       | Montagu Bertie, VI conte di Abingdon | Montagu Bertie, V conte di Abingdon |                                              |  |  |       |  |  |                                                 |  |  |                                                  |  |
|                                       | Montagu Bertie, VI conte di Abingdon | Emily Gage                          |                                              |  |  |       |  |  |                                                 |  |  |                                                  |  |
| Montagu Bertie, VII conte di Abingdon | Montagu Bertie, VI conte di Abingdon |                                     |                                              |  |  |       |  |  |                                                 |  |  |                                                  |  |
|                                       |                                      | Elizabeth Venables-Vernon-Harcourt  | George Venables-Vernon-Harcourt              |  |  |       |  |  |                                                 |  |  |                                                  |  |
|                                       |                                      | Elizabeth Venables-Vernon-Harcourt  | George Venables-Vernon-Harcourt              |  |  |       |  |  |                                                 |  |  |                                                  |  |
|                                       |                                      | Elizabeth Venables-Vernon-Harcourt  | Elizabeth Bingham                            |  |  |       |  |  |                                                 |  |  |                                                  |  |
| Gwendoline Bertie                     |                                      | Elizabeth Venables-Vernon-Harcourt  |                                              |  |  |       |  |  |                                                 |  |  |                                                  |  |
|                                       |                                      | James Charlemagne Dormer            | Joseph Dormer, XI barone Dormer              |  |  |       |  |  |                                                 |  |  |                                                  |  |
|                                       |                                      | James Charlemagne Dormer            | Joseph Dormer, XI barone Dormer              |  |  |       |  |  |                                                 |  |  |                                                  |  |
|                                       |                                      | James Charlemagne Dormer            | Elizabeth Tichborne                          |  |  |       |  |  |                                                 |  |  |                                                  |  |
| Gwendoline Dormer                     |                                      | James Charlemagne Dormer            |                                              |  |  |       |  |  |                                                 |  |  |                                                  |  |
|                                       |                                      | Ella Alison                         | Archibald Alison, I baronetto                |  |  |       |  |  |                                                 |  |  |                                                  |  |
|                                       |                                      | Ella Alison                         | Archibald Alison, I baronetto                |  |  |       |  |  |                                                 |  |  |                                                  |  |
|                                       |                                      | Ella Alison                         | Elizabeth Glencairn Tytler                   |  |  |       |  |  |                                                 |  |  |                                                  |  |
|                                       |                                      | Ella Alison                         |                                              |  |  |       |  |  |                                                 |  |  |                                                  |  |